# Sekemib
Sekemib  ali Sekemib-Perenmaat  je Horovo ime zgodnjega staroegipčanskega faraona iz Druge dinastije, ki je vladal okoli 2720 pr. n. št. Podobno kot njegov predhodnik, naslednik ali sovladar Set-Peribsen je tudi Sehemib dobro dokazan v arheoloških najdbah iz njegovega obdobja, po smrti pa se ne pojavi v nobenem dokumentu. Natančna dolžina njegove vladavine ni znana. Njegovega groba še niso odkrili.